# 米印原子力協力
米印原子力協力（べいいんげんしりょくきょうりょく）または印米原子力協力（いんべいげんしりょくきょうりょく）は、インドとアメリカ合衆国の二国間での民生用原子力協力である。二国間での原子力協力協定は、2007年7月に妥結された。引き換えにインド側は、核実験の一方的なモラトリアムの継続と、核拡散を制限する国際的努力への支持を約束した。
2008年に、「原子力供給国グループ(NSG)ガイドライン」が修正され、インドに対する核関連品目の供給が認められた。2008年8月、国際原子力機関IAEA理事会はインドとの間での保障措置協定を承認。この年、アメリカ合衆国議会で下院、上院共に承認する法案を可決した。その後、インド政府は、フランス、ロシア、カザフスタン、イギリス、カナダなどの国々とも相次いで協定を結んだ。

## 経過

### 核不拡散体制の枠外にあるインド
核拡散防止条約(NPT)、包括的核実験禁止条約に未締約国のインドは、1974年と1998年に核実験を行った。インドは、世界の核不拡散体制の枠外の第6の核保有国として、独自の核開発を続けてきた。
これに対して国際社会は、国際連合安全保障理事会決議、国際原子力機関、原子力供給国グループにより、原子力に関する貿易制限（禁止措置）を課してきた。このため、原子力発電の燃料となる天然ウランの生産量が少ないインドでは、原子力発電の発電量は、低迷していた。

### 経済自由化と電力インフラ不足
1991年に開始されたインドの経済自由化は、2000年以降、高い経済成長を記録した。巨大な人口と広大な国土は、世界で注目の市場となり工場となり、新興国として浮上した。
大都市での停電、未給電地域も多く、電力不足は深刻な問題となっていた。インドにおいて、電力不足解消のためには、原子力発電への移行が重要であり、そのためには技術と燃料の確保、つまり国際的な貿易制裁を解除が必要とされた。

## 二国間での協力合意
経済成長を続けるインドに注目したアメリカは、それまでの核不拡散政策を転換して、インドへの民生用原子力協力を認めた。つまり、NPT枠外というインドへの「特例」扱いとして、核保有を認め原子力協力を確約した。引き換えにインドが核実験を行った場合には協力は終了すると述べている。この合意は、2005年7月に首相就任後に初訪米したマンモーハン・シン首相が、ジョージ・W・ブッシュアメリカ合衆国大統領と会談、共同声明にて発表された。さらに、2006年3月訪印したブッシュ大統領は、シン首相との会談において、協力の細部内容について合意した。
合意の内容は、インドが自ら22の原子力・核関連施設を、民生用と軍事用に区分し、民生用と区分した施設のみIAEAの保障措置（査察）を受ける。これにより、アメリカは原子力関連の技術と燃料供給について協力するとした。またアメリカは、インドへの原子力協力実現のため、IAEAおよびNSGなど国際社会の容認を得ることに協力することを認めた。

### ハイド法
米国原子力法は、NPTの規定する核兵器国以外の国は、原子力活動のすべてについてIAEAの包括的保障措置が実行されない場合には、その国との原子力協力を許さないと定めていた。このためインドとの二国間での合意により、インドに限り特別に協力を認めるための修正として、ヘンリー・ハイド米印平和利用原子力協力法が2006年12月に発効した。

### 二国間での原子力協力協定案(123協定案）の妥結
アメリカとインドは原子力協力協定案の内容を2007年7月に妥結。インドは直ちに内閣において承認し、2008年、アメリカ合衆国議会で下院、上院共に承認する法案を可決した。その後、インド政府は、フランス、ロシア、カザフスタン、イギリス、カナダなどの国々とも相次いで協定を結んだ。

## インド連立与党内の反発
シン連立政権が進めるアメリカとの原子力協力について、自主的な核開発と外交を束縛し、アメリカに従属することとなるとして、シン政権に閣外協力するインド共産党マルクス主義派を中心とする左翼戦線が強く反対した。このため、インドに特化したIAEAとの保障措置協定案は、2008年3月に妥結していながら、IAEA理事会の正式議題とすることは延期されてきた。しかし2008年7月の北海道における第34回主要国首脳会議に際しての首脳会談を前に、シン首相がIAEAへの提案を決定した。左翼戦線は、政権を離脱し、シン政権は少数与党に転落、連邦議会下院において信任決議案が採決されたが、サマジワディ党などが賛成に回り、7月22日にシン政権は信任された。

## IAEA理事会の承認
2008年8月1日、国際原子力機関IAEA理事会はインドとの間での保障措置協定を承認。

## 国際的反響

### 賛成論
アメリカでは、近年台頭する中華人民共和国との力の均衡策として、インドを重視するとの意見が強い。また、インドとの関係緊密化による経済関係の強化、さらには原子力市場への参入も狙う。これまでNPT体制の枠外にいたインドを、一応は国際的な核不拡散体制のなかに引き込むとして、核不拡散体制の強化との声もあり、IAEAのモハメド・エルバラダイ事務局長もこの論から賛成を表明している。さらにインドが、核不拡散に協力しており、地球環境問題からも原子力発電利用が有効とする。NPTによる核不拡散体制は、すでに空洞化しており、今更に維持を求めるのは現実的ではないとする。

### 反対論
NPTを無視してきたインドを、「核保有国」として認め、NPTを中心として維持されてきた核不拡散体制をさらに空洞化するとの批判から、反対論も根強い。インドの軍事用核施設がIAEAの査察を受けないことを認めることは、核兵器増産となり核戦争の危機を深めるとする。そして、まずインドがNPTやCTBTを締約し、その後に原子力協力を行うよう主張する。

### NSGと国際情勢
IAEA理事会では、数時間の審議で承認された。しかし、「NSGガイドライン」により国際的な原子力・核関連の貿易を規制するため、45ヶ国が加盟するNSGは、全会一致制をとる。法的拘束力のない紳士協定であるが、これまで一定の役割を果たしてきた。
2008年に「原子力供給国グループ(NSG)ガイドライン」が修正され、インドに対する核関連品目の供給が認められた。

## 中国とパキスタンの対応
中国共産党中央委員会の機関紙人民日報は米印原子力協力を激しく批判したが、一方で中国はパキスタンに資金と技術を援助し、同国最大規模原子力発電所を建設している。
パキスタンは、核関連物資・技術の輸出管理を行う原子力供給国グループ(NSG)の承認を受けておらず、過去にパキスタンのアブドゥル・カディール・カーン博士が中心となって構築していたネットワーク「核の闇市場」を通じて核技術を北朝鮮に拡散させた事があるため、テロリストへの核拡散への不安と懸念が高まっている。
2010年、米シンクタンク「軍備管理協会」は、中国がパキスタンの原子力発電所建設への関与を強めていることを憂慮するとして、ニュージーランドで開く総会で問題提起するよう求める書簡を原子力供給国グループ(NSG)メンバー46カ国に送ったと発表した。

## 日本の対応
インドとアメリカは、日本政府に対して重ねて支持を求めている。しかし、唯一の被爆国であること、これまで核不拡散体制の強化を唱えてきたことから、「検討中」の回答を続けている。外務省も明確な姿勢を表明していない。
日本国内には、被爆地である広島市と長崎市をはじめとして、原子力資料情報室を筆頭とする反核運動からの反対論は根強い。元外交官の武藤友治は、 核不拡散体制強化を訴える一方で、NPT未加盟のインドへの原子力協力には応じるという、二重規範的な態度だけは、間違っても日本政府にしてほしくないと主張する。インド研究者では、岐阜女子大学南アジア研究センターの福永正明が反対を主張する。メディアでは、朝日新聞が2008年7月24日の社説において、反対の立場を表明した。
原子力産業関係者および国際関係研究者からは、対米・対印関係重視、インドの原子力市場への参入期待から賛成論も表明されている。とくに、エネルギー環境Eメール会議（EEE会議）代表の金子熊夫は、日印原子力協定の締結も提案している。